# تولید ورق و فیلم‌های پلاستیکی
تفاوت اصلی میان فیلم و ورق این است که به بازه ضخامتی ۰٫۵ تا ۱۲٫۵ میلی‌متر ورق گفته می‌شود اما به ضخامت‌های کمتر از ۰٫۵ میلی‌متر فیلم گفته می‌شود. به‌طورکلی سه روش اصلی برای تولید فیلم‌ها و ورق‌ها وجود دارد که هر سه آن‌ها از فرایندهای تولید پیوسته هستند این روش‌ها عبارت‌اند از:
- از طریق اکستروژن پلیمر (به انگلیسی: slit-die extrusion)

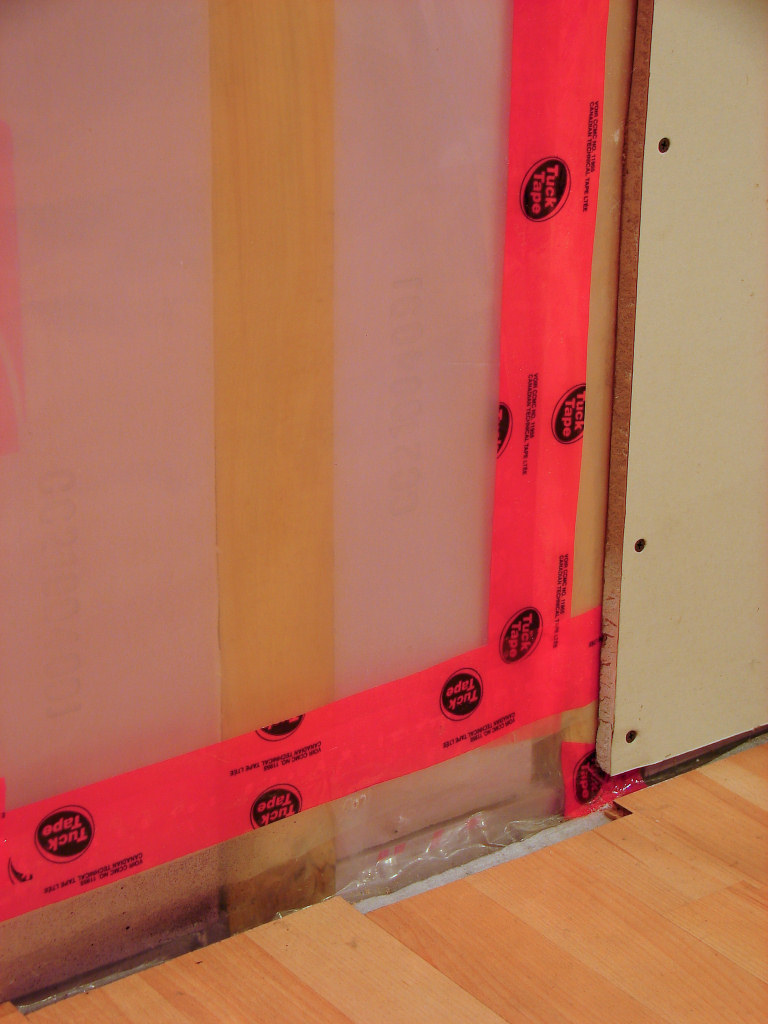
نمونه‌ای از ورق ۶ میلی‌متری پلاستیک پلی اتیلن که به عنوان عایق بخار استفاده شده‌است

- از طریق اکستروژن و باد کردن (به انگلیسی: Blown-Film Extrusion Process)
- نوردهای پی‌درپی (به انگلیسی: Calendering)

## اکستروژن پلیمر
با توجه به خاصیت ویسکوالاستیک پلیمرها (تغیر ابعادی پس از خروج از قالب) این روش دقت چندان زیادی ندارد و در نهایت باید لبه‌های پلیمر خروجی بریده شود تا به‌اندازه موردنظر برسد. برای تولید پربازده در حجم بالا (سرعت تولید طولی ۵ متر بر ثانیه) بهتر است که سردسازی و جمع‌آوری این ورق‌ها با اکستروژن آن همراه باشد. این کار بدین‌صورت است که ورق پس از اکستروژن به حمام آب برای کوئنچ شدن هدایت می‌شود یا چند مرحله دور رول‌های سردساز می‌پیچد. البته هندسهٔ این سیستم‌ها می‌تواند به‌گونه‌ای تنظیم شود که ورق نهایی به‌صورت مستقیم خارج شود (بسته به ضخامت و کاربرد ورق).

### مزایا، معایب و پارامترهای کاربردی
روش رول‌های سردساز تلورانس ابعادی خوبی را تحویل می‌دهند و استفاده از آن در تولیدهای حجم بالا بسیار مؤثر است. در این روش بررسی طراحی قالب نقش بسیار حیاتی‌ای دارد به‌گونه‌ای که سیال واردشده به قالب باید به‌گونه‌ای باشد که پس از انبساط مذاب به شکل مقطع موردنظر (که برای ورق‌ها مستطیلی است)، خطوط جریان مذاب تمام مقطع را پر کند تا در خروج از قالب و اکسترود شدن ابعاد ورق ثابت و مشخص باقی بماند. به‌طورکلی عوامل مؤثر در کیفیت خروجی این روش عبارت‌اند از:
- هندسهٔ قالب
- سرعت انجام فرایند
- تنظیم نرخ کرنش مناسب
- آهنگ سردسازی مشخص

## اکستروژن و باد کردن
این فرایند، فرایندی پیچیده‌است و کنترل‌ها و شرایطی خاصی دارد. همانند روش قبل پلاستیک مذاب به داخل قالب تزریق می‌شود اما این دفعه قالب مقطع مستطیلی ندارد بلکه، بلکه مقطع آن دایروی است (همانند لوله). جریان مذاب از روی یک مرغک عبور می‌کند که این مرغک به جریان هوا متصل است. پس از خروج مذاب به بیرون، داخل آن همانند یک مخزن باد می‌شود. غلتک‌های هادی قطر این مخزن هوا را ثابت نگه داشته و آن را به بالا هدایت می‌کنند. در بالا پس از سرد شدن پلاستیک توسط غلتک‌های جمع‌کننده، ورق جمع می‌شود و به‌صورت دولایه بر روی‌هم قرار می‌گیرد. پس از چند مرحله نورد سپس جوش و برش محصول نهایی به‌صورت فیلم‌های نازکی چون کیسه فریزر، کیسه‌زباله، سفره‌های نایلونی و … خارج می‌شود.

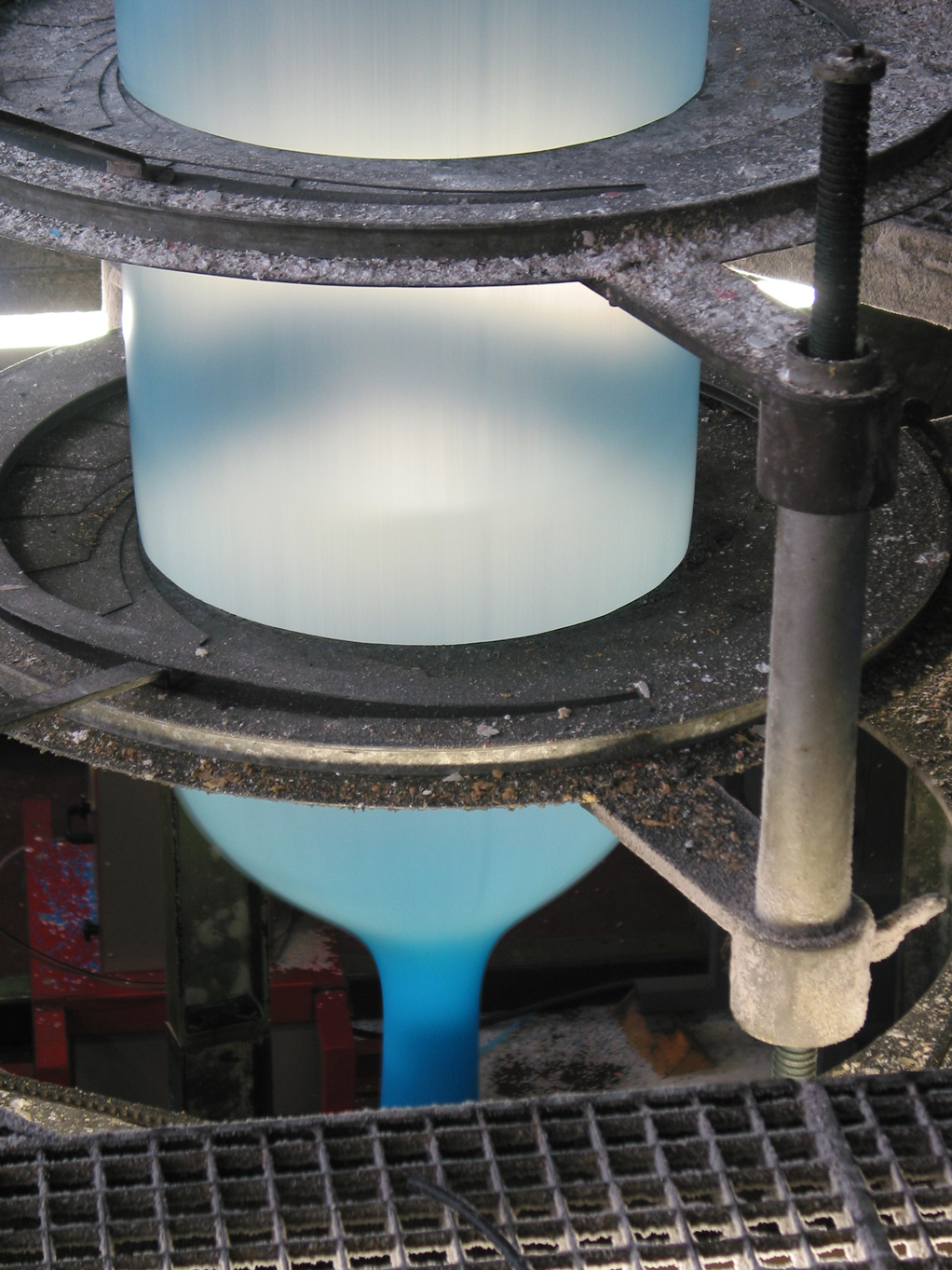
روش اکستروژن و باد کردن

### مزایا، معایب و پارامترهای کاربردی
حساست اصلی این روش به کنترل فشار هوای آن است زیر برای یکنواختی ضخامت لایه فیلم‌ها فشار هوای داخل مخزن پلاستیکی باید ثابت و در محدوده مشخصی باشد. مزیت این روش نسبت به روش قبلی این است که می‌تواند فیلم‌هایی باضخامت باریک و دقت ابعادی خوب را تولید کند و همچنین خنک‌سازی پلاستیک توسط همان هوای بادکنندگی تأمین می‌شود بنابراین نیاز به منبعی خرجی جهت خنک‌سازی نیست. اما مشکلی که این روش دارد نرخ تولید پایین‌تر آن نسبت به روش قبل است. مقالات و آزمایش‌های زیادی بر روی پارامترهای تأثیرگذار بر فشار مخزن پلاستیکی و هندسهٔ پلاستیک‌ها صورت می‌گیرد. به‌عنوان‌مثال چرخش قالب می‌تواند نوعی جهت‌دهی خاص در پلاستیک را به وجود آورد. همچنین تعداد غلتک‌ها، ارتفاع لازم جهت خنک شدن پلاستیک و همچنین تعداد غلتک‌های جمع‌کنندگی، زاویه مخروطی بالای مخزن و پارامترهایی دیگر همه در تعیین ضخامت و کیفیت فیلم خروجی مؤثر است.

## نوردهای پی‌درپی
این روش برای تولید فیلم و ورق از مواد ترموپلاستیکی چون PVC است. در این روش ماده اولیه توسط مراحل مختلف نورد کاهش ضخامت پیدا می‌کند تا به حد ضخامت مطلوب کاهش پیدا کند. در هر مرحله نورد جهت ورق تغییر می‌کند. کاربرد این روش در تولید کف‌پوش‌های PVC، پرده حمام، اسباب‌بازی‌ها، چمدان‌ها، مخازن آب و … است.

### مزایا، معایب و پارامترهای کاربردی
مزیت اصلی این روش دقت بالای ابعادی آن است که پس از طی کردن مراحل نورد به‌دقت ابعادی موردنیاز تا حد بسیار خوبی نزدیک می‌شود هم‌چین این فرایند سرعت تولید خوبی دارد (در حدود ۲٫۵ متر بر ثانیه). مشکلی که این فرایند نسبت به دیگر فرایندها دارد هزینه بالای آن است. پارامترهایی که در کیفت محصول خروجی تأثیر می‌گذارند، دما غلتک‌ها و فشار واردشده به پلاستیک از طرف آن‌هاست. پارامتر پراهمیت دیگر سرعت چرخش غلتک‌هاست. اگر این غلتک‌ها هماهنگی لازم سرعت را نداشته باشند ممکن است ورق‌ها دچار اعوجاج شوند. تعداد غلتک‌ها و کنترل‌های حساس پارامترها عامل اصلی هزینه بالای فرایند است.
فشار تزریق پلاستیک به داخل غلتک‌ها در میزان خم شدن صفحه در هر مرحله نورد مؤثر است. برای تولید یک ورق صلب پلاستیک با صافی سطح مناسب از طریق این روش به حداقل چهار تا شش غلتک نیاز داریم. این غلتک‌ها معمولاً آرایش‌های خاصی دارند. چند نمونه از معروف‌ترین آرایش‌های چهار غلتکی، L و Z و I نام دارد. در هریک از این آرایش‌ها میزان خم شدن ورق در هر مرحله (و به‌تبع فشار تزریق‌کننده)، میزان انتقال حرارت غلتک‌ها، و سرعت فرایند و قطر غلتک‌ها از اهمیتی ویژه برخوردارند. به‌عنوان‌مثال برای تولید ورق PVC صلب از ۴ تا ۷ غلتک با آرایش L استفاده می‌شود درحالی‌که برای تولید ورق PVC انعطاف‌پذیر از آرایش F نیز می‌توان استفاده نمود.

## شرکت‌های تولیدکننده
۵ شرکت برتر آمریکای شمالی تولیدکننده فیلم‌ها و ورق‌های پلاستیکی به شرح زیراند:
| رتبه | نام شرکت             | درصد تولیدات ورق | درصد تولیدات فیلم | زمینه‌های کاری |
| ---- | -------------------- | ---------------- | ----------------- | --- |
| 1    | .Bemis Co. Inc       | ۰                | ۱۰۰               | بسته‌بندی‌های غذایی، دارویی، لوازم شوینده و صفحات نمایش، روکش‌های جذبی، پک‌های نایلونی نگه‌داری از نوع قفل شونده                                                                                |
| 2    | Inteplast Group      | ۳۵               | ۶۵                | بسته‌بندی‌های غذایی، دارویی، لوازم شوینده و تولید سلفون، روکش‌های جذبی، لوازم الکتریکی، تولید کف‌پوش‌های ساختمان، کیسه‌های زباله، کیسه‌زباله خانگی و صنعتی، لوازم ورزشی، صنایع فضایی، تولید برچسب |
| 3    | Sigma Plastics Group | ۳۵               | ۶۵                | بسته‌بندی‌های غذایی، دارویی، لوازم شوینده و تولید سلفون، روکش‌های جذبی، لوازم الکتریکی، تولید کف‌پوش‌های ساختمان، کیسه‌های زباله، کیسه‌زباله خانگی و صنعتی، لوازم ورزشی، صنایع فضایی              |
| 4    | Sealed Air Corp      | ۰                | ۱۰۰               | بسته‌بندی‌های غذایی، دارویی، لوازم شوینده و تولید سلفون، روکش‌های جذبی |
| 5    | Berry Plastics Corp  | ۰                | ۱۰۰               | بسته‌بندی‌های غذایی، دارویی، صنعتی و تولید سلفون، چسب نواری، روکش‌های جذبی، کیسه‌زباله خانگی و صنعتی                                                                                           |